# こうち楓
こうち 楓（こうち かえで）は、日本の漫画家。東京都出身。2月1日生まれ。
2005年、投稿作品「悪魔の憂鬱」が白泉社の第47回ビッグチャレンジ大賞に準入選。同作品でデビュー後、幾つかの読み切り作品を『ザ花とゆめ』（白泉社）にて発表。2008年、「LOVE SO LIFE」の連載を同誌にて開始。同作品は後に掲載誌を『花とゆめ』（同）に移行した。

## 作品リスト

### 読み切り
- 悪魔の憂鬱（『ザ花とゆめ』2006年2月1日号） - デビュー作。白泉社第47回ビッグチャレンジ大賞準入選。
- 木村さんちの3兄弟（『ザ花とゆめ』2006年9月25日号）
- 手のひらアプローチ（『ザ花とゆめ』2007年11月25日号）
- 恋来い!（『花とゆめスターズ』2008年12月1日号）
- 自分の胸に聞いてみな（『ザ花とゆめ』2013年12月1日号）
- 放課後メランコリィ（『花とゆめ』2016年3号）

### 連載
- LOVE SO LIFE（『花とゆめ』2008年 - 2015年） - 連載デビュー作。
- LIFE SO HAPPY（『花とゆめ』『ザ花とゆめ』2016年 - 2021年） - 「LOVE SO LIFE」の続編。1話-10話は『花とゆめ』に、11話-18話（最終話）は『ザ花とゆめ』に掲載。

## 書籍
- 『LOVE SO LIFE』 白泉社〈花とゆめコミックス〉全17巻[1]
- 『LIFE SO HAPPY』 白泉社〈花とゆめコミックス〉全4巻